# Municipio de Marion (condado de Franklin)
El municipio de Marion (en inglés: Marion Township) es un municipio ubicado en el condado de Franklin en el estado estadounidense de Iowa. En el año 2010 tenía una población de 1030 habitantes y una densidad poblacional de 10,87 personas por km².

## Geografía
El municipio de Marion se encuentra ubicado en las coordenadas 42°46′54″N 93°19′50″O / 42.78167, -93.33056. Según la Oficina del Censo de los Estados Unidos, el municipio tiene una superficie total de 94.78 km², de la cual 94,69 km² corresponden a tierra firme y (0,09 %) 0,09 km² es agua.

## Demografía
Según el censo de 2010, había 1030 personas residiendo en el municipio de Marion. La densidad de población era de 10,87 hab./km². De los 1030 habitantes, el municipio de Marion estaba compuesto por el 91,94 % blancos, el 0,19 % eran afroamericanos, el 0,19 % eran amerindios, el 0,19 % eran asiáticos, el 7,09 % eran de otras razas y el 0,39 % eran de una mezcla de razas. Del total de la población el 14,27 % eran hispanos o latinos de cualquier raza.